# General Electric

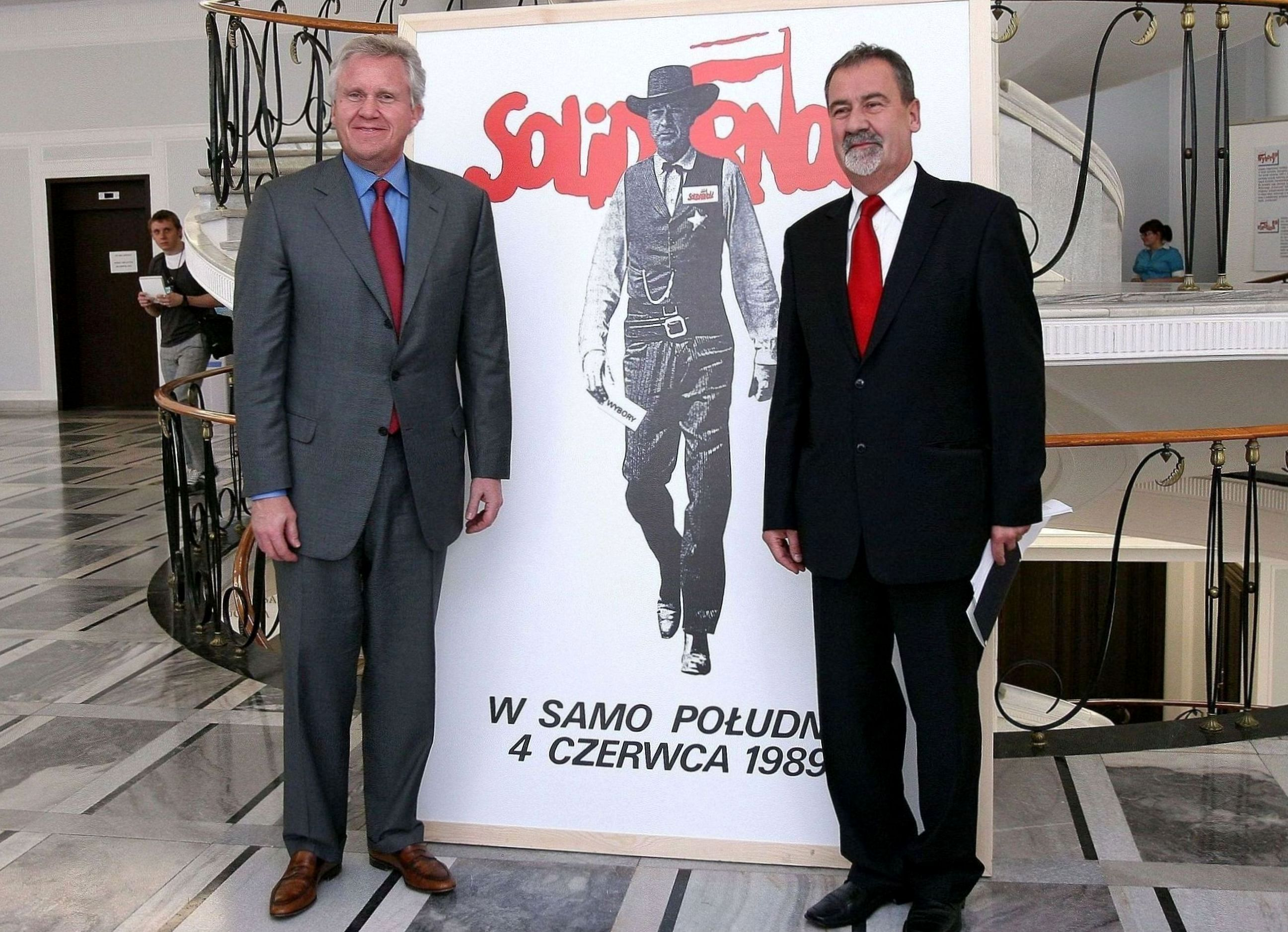
Były prezes Zarządu General Electric Jeffrey R. Immelt (z lewej) i Jan Wyrowiński w Senacie RP (2009)

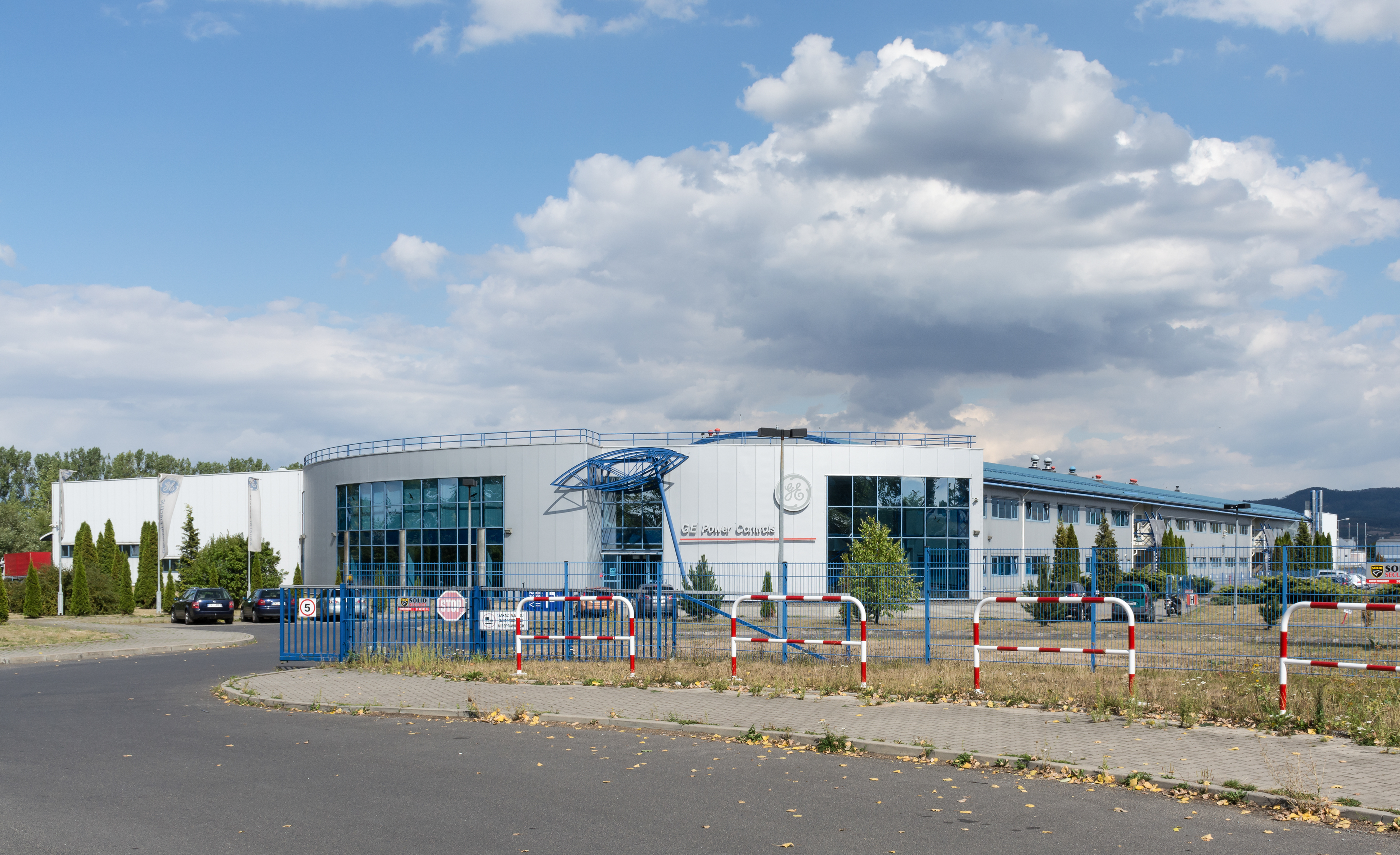
Zakład General Electric w Kłodzku

General Electric Company (GE) – amerykański konglomerat z siedzibą w Fairfield działający między innymi w branżach produkcji maszyn i sprzętu, produkcji energii, ropy naftowej i wielu innych. Jest spółką publiczną notowaną na New York Stock Exchange.
W 2021 roku GE podjęło decyzję o podziale w latach 2023−2024 na trzy przedsiębiorstwa: GE HealthCare, GE Vernova i GE Aerospace. Działalność GE HealthCare skupiać się będzie na opiece zdrowotnej, GE Aerospace - na lotnictwie (produkcja silników, komponentów i zintegrowanych systemów do samolotów), a GE Vernova na energetyce (wcielone do niej zostaną: GE Renewable Energy, GE Power, GE Energy Financial Services i GE Digital).

## Historia
General Electric powstało 11 stycznia 1892 poprzez połączenie dwóch przedsiębiorstw: Edison Electric Light Company zarządzanego przez Thomasa A. Edisona i Thomson-Houston Company zarządzanego przez Charlesa A. Coffina. Oba przedsiębiorstwa razem posiadały większość kluczowych w tym czasie patentów w dziedzinie produkcji i wykorzystywania prądu elektrycznego, co na długie lata zapewniło im dominującą pozycję na rynku w Stanach Zjednoczonych. Siedziba przedsiębiorstwa mieściła się pierwotnie w Schenectady, w stanie Nowy Jork. Początkowo przedsiębiorstwo koncentrowało swoją działalność w branżach związanych z prądem – od budowy elektrowni i linii wysokiego napięcia po produkcję odkurzaczy i lodówek.
W laboratoriach General Electric powstał szereg wynalazków, między innymi lodówka, żarówka, gramofon, prądnica prądu stałego, turbina parowa, silnik prądu stałego, opracowano też metody syntezy polietylenu i silikonu.

## Działalność
W 2015 roku General Electric działało w kilkunastu branżach, takich jak:
- energetyka – konwencjonalna i atomowa;
- aparatura pomiarowa – przemysłowa i medyczna;
- przemysł zbrojeniowy – produkcja broni dla US Army (M134 Minigun, GAU-8/A)
- przemysł lotniczy – produkcja silników lotniczych i kredytowanie produkcji samolotów;
- przemysł kosmiczny – produkcja silników rakietowych i podzespołów dla NASA;
- przemysł AGD – produkcja lodówek, odkurzaczy itp. (głównie na rynek amerykański);
- przemysł chemiczny – produkcja tworzyw sztucznych;
- oprogramowanie i rozwiązania IT dla przemysłu oraz wspierające rozwój koncepcji Przemysłowego Internetu (GE Digital)[5];
- sprzęt medyczny – badania i produkcja aparatury diagnostycznej (RTG, ramiona C, tomografy komputerowe, MRI, PET, ultrasonografy USG/UKG, aparaty EKG, testy wysiłkowe EKG), produkcja aparatury monitorującej funkcje życiowe (kardiomonitory, monitory wieloparametrowe), aparatów do znieczulania ogólnego i respiratorów oraz inkubatorów stosowanych w terapii noworodka;
- bankowość – zarówno dla biznesu, jak i dla osób fizycznych; w zakresie bankowości biznesowej specjalizuje się w kredytowaniu produkcji powiązanej z interesami kapitałowymi całego GE – takimi jak np. finansowanie zakupów samolotów pod warunkiem, że będą w nich zamontowane silniki GE, co jest czasami krytykowane jako forma monopolizowania rynków; w zakresie bankowości dla ludności specjalizuje się w udzielaniu kredytów gotówkowych, kredytów ratalnych, kredytów samochodowych, hipotecznych, oraz wydawaniu kart płatniczych; w niektórych krajach (np. Czechy, Niemcy, Węgry), zajmuje się również prowadzeniem rachunków bankowych i aktywnie sprzedaje produkty depozytowe i inwestycyjne.
- film – GE jest właścicielem NBCUniversal;
- transport kolejowy – np. modernizacja silników dla spalinowozów ST40.

## General Electric w Polsce
Koncern posiada w Polsce trzy fabryki GE Power Controls (w Kłodzku, Łodzi i Bielsku-Białej), dwa zakłady GE Aviation (w Dzierżoniowie i w Bielsku-Białej) oraz Centrum Projektowe EDC (Engineering Design Center) w Warszawie, które w 2017 zatrudniało ok. 1800 inżynierów. W 2013 roku GE Healthcare otworzyło Centrum Doskonałości IT w Krakowie.
W 1995 GE weszło na polski rynek usług bankowych kupując Solidarność Chase D.T. Bank i tworząc GE Capital Bank, specjalizujący się w finansowaniu sprzedaży ratalnej, pożyczkach gotówkowych i kredytach samochodowych. W 1998 kupiono dodatkowo Polsko-Amerykański Bank Hipoteczny S.A., który specjalizował się w udzielaniu kredytów mieszkaniowych klientom indywidualnym. W 1999 ten drugi bank zmienił nazwę na GE Bank Mieszkaniowy S.A. W 2003 bank ten zajmował trzecią pozycję pod względem wartości kredytów mieszkaniowych udzielonych w Polsce. Na przełomie 2004/2005 w wyniku połączenia GE Capital Banku z GE Bankiem Mieszkaniowym powstał GE Money Bank S.A. z centralą w Gdańsku. Inicjatywa ta była konsekwencją realizacji globalnej strategii korporacji General Electric w zakresie upraszczania jej struktury organizacyjnej.
W sierpniu 2007 GE Money podpisało porozumienie z bankiem UniCredit dot. nabycia ok. 66% akcji Banku BPH i 49,9% akcji BPH TFI. Transakcja zrealizowana została w czerwcu 2008. 1 stycznia 2010 doszło do fuzji GE Money Banku S.A. oraz Banku BPH S.A.
W 2015 roku GE zakupiło część energetyczną i przemysłową koncernu Alstom, przejmując między innymi zakłady w Elblągu produkujące turbiny i elementy stalowe wielkogabarytowe, w tym przęsła mostów.
We wrześniu 2017 GE Aviation wspólnie z Lufthansa Technik rozpoczął w Środzie Śląskiej na Dolnym Śląsku budowę zakładu XEOS serwisowania i naprawy silników samolotowych GEnx-2B oraz GE9X. Planuje się, że na wiosnę 2019 centrum będzie mogło przyjąć pierwsze silniki. Oprócz demontażu, naprawy i montażu silników zakład będzie także wykonywał testy silników w jednej z najnowocześniejszych na świecie specjalistycznych komór testowych.
Prowadzony przez GE Foundation program stypendialny Scholar-Leaders został wprowadzony w Polsce w 2003 r. W 2010 firma i Instytut Lotnictwa stworzyły stypendium naukowe im. Justyny Moniuszko, która zginęła w katastrofie polskiego Tu-154 w Smoleńsku, przeznaczone dla najlepszych studentów Wydziału Mechanicznego Energetyki i Lotnictwa Politechniki Warszawskiej.
W 2017 GE zatrudniał w Polsce ok. 7,3 tys. osób.